# 早稲田銅鑼魔館
早稲田銅鑼魔館（わせだどらまかん）は、かつて存在した小劇場。1977年から1995年まで東京都新宿区戸塚1-101に存在・活動した。

## 沿革

### 発足・流星舎時代
1976年に鈴木忠志が主宰する劇団早稲田小劇場が富山県の利賀村に移転するにあたり、拠点としていた早稲田小劇場を劇集団流星舎（代表森尻純夫）が運営を引き継いで劇団の拠点とし、劇場名を早稲田銅鑼魔館と改名した。その後、建物を所有していた有限会社モンシェリも森尻純夫が引き継ぎ、土地も取得、木造建築を取り壊し鉄筋コンクリートの5階建てビルを新築。1978年10月に新しい劇場として開場した。3階、4階部分を劇場空間とし、最上階には稽古場を設置。舞台部分の間口は3間半、奥行き2間半。バトンまでの高さは5メートルだった。
こけら落とし公演は、劇集団流星舎「秋、少年と少女と楽士たち」（作演出：森尻純夫　出演：石川辰夫、戸山純子　音楽：バーミヤン＝亀井登志夫、星川京児、石塚俊明ほか）、早稲田小劇場「サロメ」（構成演出：鈴木忠志　出演：白石加代子、杉浦千鶴子他）、須藤武子独舞、早池峰流山伏神楽・石鳩岡神楽など。
その後、劇集団流星舎の演劇公演を中心に銅鑼魔館が製作した早池峰神楽岳神楽及び石鳩岡神楽をはじめ、哥以劇場「蝋月記」（1979年。作：岸田理生）、劇団楽天団（和田善夫主宰）、劇集団跛行舎、演劇企画「会」「女中たち」（1980年。薄井幸雄＝現・青山吉良主宰　訳演出：渡邊守章）、劇団森（音楽：尾島由郎）や、堀内博子独舞、大竹宥熈など数々の舞踏公演が行われた。

### 運営委員会時代
1981年7月に流星舎が解散した後は、森尻純夫を中心にした運営委員会によるプロデュース公演を中心に活動した。「アリババと40人の討論者」（1982年。作演出：森尻純夫　出演：戸山純子、他）、「魂祭黙秘壺（たままつりいわでがつぼ）」（1983年。作演出：郡司正勝　出演：篠井英介、柴崎正道、他）、「敷布を捲くって虹色世界」（1984年。加納幸和事務所（当時）との共同主催。作演出：森尻純夫　出演：加納幸和、篠井英介、木原実、他）、「地獄変」（1985年。作：芥川龍之介　演出：森尻純夫　出演：関弘子　音楽：尾島由郎）、「誘惑女神」（作：谷崎潤一郎　演出：観世栄夫　出演：関弘子、豊川潤、他）、「ケンちゃんと遊ぼ！」（1987年。構成演出：森尻純夫　出演：木原実、仙石幸太郎、野田貴子、他）などが行われ、旧流星舎劇団員も参加した。
提携公演として、旧劇団員の丹下一が主宰する迦樓羅舎の公演「1/2 2nd version」（1987年。台本：大町美千代　構成演出：斉木燿　出演：久保酎吉、丹下一）や千賀ゆう子企画「やよいの空は」（1982年。作：石澤富美子　演出・出演：千賀ゆう子　出演：関弘子、小田豊　音楽：丹下一）、「二階から落ちた人」（1988年。演出：森尻純夫　出演：千賀ゆう子、田村哲郎）なども。
1988年の「The dream, One night passion」（作演出：森尻純夫　出演：大滝寛、千賀ゆう子、久保酎吉、ほか）は、国際交流基金の事業としてインド公演も。1994年には早池峰流山伏神楽岳神楽のヨーロッパ公演を国際交流基金の事業として企画制作、フランス・アヴィニョン演劇祭などに参加した。

### 終焉
1995年、経営難から活動停止状態に陥る。館の運営は早稲田大学に引き継がれ「早稲田芸術文化プラザどらま館」と改名。「早稲田銅鑼魔館」は消滅。
2012年、耐震強度不足のため閉館、取り壊された。
2015年4月、早稲田大学により「早稲田小劇場どらま館」として、再度開設。